# Devota profesión
|  |  |

El aguafuerte Devota profesión es un grabado de la serie Los Caprichos del pintor español Francisco de Goya. Está numerado con el número 70 en la serie de 80 estampas. Se publicó en 1799.

## Interpretaciones de la estampa
Existen varios manuscritos contemporáneos que explican las láminas de los Caprichos. El que se encuentra en el Museo del Prado se tiene como autógrafo de Goya, pero parece más bien despistar y buscar un significado moralizante que encubra significados más arriesgados para el autor. Otros dos, el que perteneció a Ayala y el que se encuentra en la Biblioteca Nacional, realzan la parte más escabrosa de las láminas.
- Explicación de esta estampa del manuscrito del Museo del Prado: ¿juras obedecer y respetar a tus maestras y superiores, barrer desvanes, hilar estopa, tocar sonajas, aullar, chillar, volar, quisar, untar, cocer, soplar, freír, cada y cuando se te mande?. Pues, hija, ya eres bruja. Sea en hora buena.[2]

- Manuscrito de Ayala: Eclesiásticos hay que, saliendo de la nada, subieron a las más altas dignidades atenazando los libros santos.[2]

- Manuscrito de la Biblioteca Nacional: Dos hombres cualquiera, salidos de la nada, son levantados en alto por la lascivia y la ignorancia, y llegarán a ser mitrados atenazando los libros sagrados. (Las Bulas.).[2]

## Técnica del grabado
Esta estampa es una de las pocas que el pintor firmó, siempre en la esquina inferior izquierda.